# ピッツィゲットーネ包囲戦
ピッツィゲットーネ包囲戦（ピッツィゲットーネほういせん、英語: Siege of Pizzighettone）はポーランド継承戦争における北イタリア戦役ではじめての大規模な戦闘である。フランス王国とサルデーニャ王国軍は1733年11月11日にオーストリア領ミラノ公国のピッツィゲットーネ要塞を封鎖した。11月30日、オーストリアの駐留軍は12月9日までに援軍が現れなければマントヴァへ撤退し、要塞を明け渡すことを交渉し、実際に援軍が現れなかったので駐留軍は撤退した。